# Kulttuurivihkot
Kulttuurivihkot (în traducere română Însemnări culturale) este o revistă politică și culturală finlandeză, publicată la Helsinki. Ea are o orientare politică de stânga și apare bilunar.

## Istoric și profil
Kulttuurivihkot a fost fondată de către Asociația Lucrătorilor Culturali Marxist-Leniniști din Finlanda în 1973. În anii 1970 revista avea cel puțin zece mii de abonați. Revista a avut o poziție marxistă până în 1991, când a devenit o publicație a mișcării politice a stângii independente. În perioada 1992-1998 a fost publicată de Vihreä Lyhty Oy și de Kulttuurivihkot-yhdistys.
Începând din 2000 este publicată de Domirola Inc. și apare bilunar. Aici sunt publicate articole despre artă, ideologii și politici culturale dintr-o perspectivă de stânga. În 2004 tirajul revistei era de aproximativ 4.000 de exemplare. Începând din 1 septembrie 2004 redactorul-șef al revistei este Elias Krohn. 
Kulttuurivihkot și Stânga Independentă, o organizație politică a studenților de la Universitatea din Helsinki, au oferit premiul pentru pace „Leonid Brejnev” începând din 2002. Premiul a fost numit după fostul lider sovietic Leonid Brejnev. În anul 2002 beneficiarii premiului au fost George W. Bush, președintele SUA, și Tony Blair, primul ministru al Marii Britanii.